# Rosse doolhoftruffel
De rosse doolhoftruffel (Hydnotrya tulasnei) is een schimmel behorend tot de familie Discinaceae. Hij leeft waarschijnlijk mycorrhizasymbiont van naald- en loofbomen. Hij is onder meer bekend van beuk en eik. Hij bevindt zicht meestal vlak onder en soms gedeeltelijk boven de grond, op zandige, meer of minder humusarme grond, in bossen en met bomen beplante wegbermen. Vruchtlichamen komen voor van de zomer tot de herfst.

## Kenmerken

### Uiterlijke kenmerken
Het vruchtlichaam is 3-4 cm in diameter en min of meer aardappelvormig, soms erg klonterig. De kleur is roze bruin. Het peridium is 100-160 μm dik, samengesteld uit bruine hyfen, meer roodbruin onder het oppervlak. 
Hij heeft een aangename geur vergelijkbaar met cacao. 

### Microscopische kenmerken
De asci zijn met (4–) 7–8 sporig, grotendeels cilindrisch of knotsvormig (vooral onvolwassen) en meten 92,5–162,5 × 50–70 μm. In het subhymenium worden ook talrijke zakjes aangetroffen. De ascosporen zijn onregelmatig gerangschikt in zakjes, aanvankelijk glazig of lichtoranje, later roodbruin wordend naarmate ze ouder worden, meestal bolvormig met een grote, grofkorrelige, papillaire wand van 2,5 – 10 μm dik en meten 20–25 × 37,5–40 μm. De parafysen zijn cilindrisch, hyaliene, dunwandig, gesepteerd en meten 5–7,5 μm.

## Verspreiding
Hij komt voornamelijk voor in Europa, met kleinere vindlocaties in Noord-Amerika, Midden-Amerika en Azië.
In Nederland komt hij zeldzaam voor. Hij staat op de rode lijst in de categorie 'Ernstig Bedreigd'.